# Russes noirs
Ne doit pas être confondu avec Afro-Russes ou Black Russian.
Russes noirs est une appellation non officielle donnée à un groupe de milices pro-gouvernementales en République centrafricaine, recrutées principalement parmi les anciens combattants des anti-balaka et de l'Unité pour la paix (UPC) par le groupe Wagner, organisation paramilitaire russe. Ces milices ont été accusées de multiples crimes de guerre et crimes contre l'humanité.

## Histoire
En août 2021, les forces de sécurité approchent un ancien chef anti-balaka à Bambari et lui demandent de remobiliser ses combattants pour lutter contre les rebelles de l'UPC. Les opérations des FACA à Boyo (en) contre les éléments de l'UPC reprennent le 24 novembre 2021, faisant de nombreux blessés et morts des deux côtés parmi les parties opposées. De nouveaux combats ont eu lieu à Boyo dans la nuit du 26 au 27 novembre. Les opérations se poursuivent sur les routes menant à Boyo, faisant plusieurs morts et blessés parmi les civils. En novembre 2021, environ 240 combattants anti-balaka à bord de six véhicules militaires russes quittent Bambari en direction de Tagbara. De là, ils continuent à pied à travers le village de Zoumoko et, le 1er décembre 2021, Atongo-Bakari (en) avant d'atteindre Boyo, avec l'objectif de neutraliser les rebelles de l'UPC et leurs complices. Entre le 6 et le 16 décembre 2021, les milices assassinent plus de 27 civils musulmans à Boyo et dans les villages voisins.
Le 11 décembre 2021, ils attaquent le village de Goya près de Kouango, tuant dix civils. Le 25 décembre, 18 personnes sont tuées et 29 blessées par la faction pro-gouvernementale des Anti-balaka à Lougba et dans le village de Mandjo sur l'axe Bambari-Bakala. Ils sont également responsables de la mort de 23 personnes dans le camp peul près de Bokolobo (en) le 9 mai 2022.
En octobre 2022, les anti-balaka pro-gouvernementaux dirigés par le général Ayoloma affronté les anti-balaka pro-CPC dans le village de Ndjoukou.
Les Russes noirs sont accusés d'être responsables du massacre de Chimbolo (en) en 2023, l’exécution de neuf ressortissants chinois travaillant dans une mine d’or à Chimbolo, préfecture d'Ouaka.
Selon certains rapports, au moins 100 Russes noirs ont été déployés par le groupe Wagner en Ukraine, en particulier à Bakhmout. Ils auraient également été recrutés au Mali.